# Parque España (San José)
El Parque España es un parque urbano ubicado en la ciudad de San José, capital de Costa Rica. Es un espacio público localizado entre las avenidas 7 y 9 y calle 9, y se encuentra rodeado por varios sitios de interés histórico y cultural de esta urbe centroamericana, como el Centro Nacional de la Cultura (CENAC), el Instituto Nacional de Seguros, la Casa Amarilla, el Edificio Metálico, el Paseo de las Damas y el Parque Morazán. El Parque España es un pequeño parque con caminos pavimentados de ladrillos, en el que pueden encontrarse diversos árboles tropicales, lo que le da cierto aire selvático y recuerda el estado de Costa Rica antes de su colonización por España. Posee varios monumentos, siendo el más destacable y conocido la estatua del conquistador español Juan Vázquez de Coronado, situado junto a una fuente en la entrada principal al parque.

## Historia
El espacio que ocupa el Parque España surgió en 1862 como una plaza ligada al servicio de la Fábrica Nacional de Licores (actualmente, el CENAC). Esta fábrica había sido construida en 1856 por el presidente Juan Rafael Mora Porras con el motivo de incrementar el erario público y controlar la manufactura de alcohol de contrabando. Esta plaza se convirtió en el sitio donde descansaban los boyeros que traían en carreta los atados de dulce con los que se fabricaba el licor de caña. Con el tiempo, en el sitio también se instalaban circos, se organizaban fiestas públicas para el fin de año, y se realizaban corridas de toros. Más tarde, también se disputaron partidos de fútbol y finalmente, se transformó en el lugar donde los estudiantes de la Escuela Metálica realizaban sus actividades físicas.
En 1917, el sitio fue bautizado como Plaza de la Concordia, y en 1920, se le cambió el nombre por Parque España. En 1940, el administrador de la Fábrica Nacional de Licores, el escritor Mario González Feo, remodeló el sitio colocando un quiosco decorado con mosaicos y con techo de teja, además de instalar banquetas y sembrar plantas. En 1963, el presidente de los Estados Unidos, John F. Kennedy, visitó el lugar y sembró un árbol de ceiba que hoy aún se conserva y se puede observar frente a la Casa Amarilla. La última remodelación data de 1994.

## Monumentos
El parque posee varios monumentos: tres bustos de bronce dedicados al presbítero Cecilio Umaña, el político Rafael Barroeta Baca y el filántropo estadounidense Andrew Carnegie (donador del dinero que se utilizó para construir la Casa Amarilla). Estos datan de 1918 y son obra del escultor costarricense Juan Ramón Bonilla. También hay un monumento a Tomás Soley Güell, cocreador del Instituto Nacional de Seguros, ubicado frente al parque. Su efigie, obra del escultor Ólger Villegas Cruz, fue colocada en 1974. También hay un busto dedicado al tres veces presidente de Costa Rica, Ricardo Jiménez Oreamuno.
El monumento a Juan Vázquez de Coronado es una estatua de cuerpo entero de tres metros de alto, esculpida por el español José Antonio Márquez. El busto en bronce de la Reina Isabel la Católica fue esculpido en Madrid por José Plañez. Este monumento tiene en su base una placa que conmemora el quinto centenario de la llegada de Cristóbal Colón a América. Ambos monumentos fueron una donación del Instituto de Cultura Hispánica de Madrid
En la esquina noroeste del parque, se halla un pequeño quiosco diseñado por el arquitecto José María Barrantes, decorado con mosaicos y azulejos que recuerdan escenas de la vida costarricense, como el hallazgo de la Virgen de los Ángeles o la Iglesia de Orosi.

## Galería

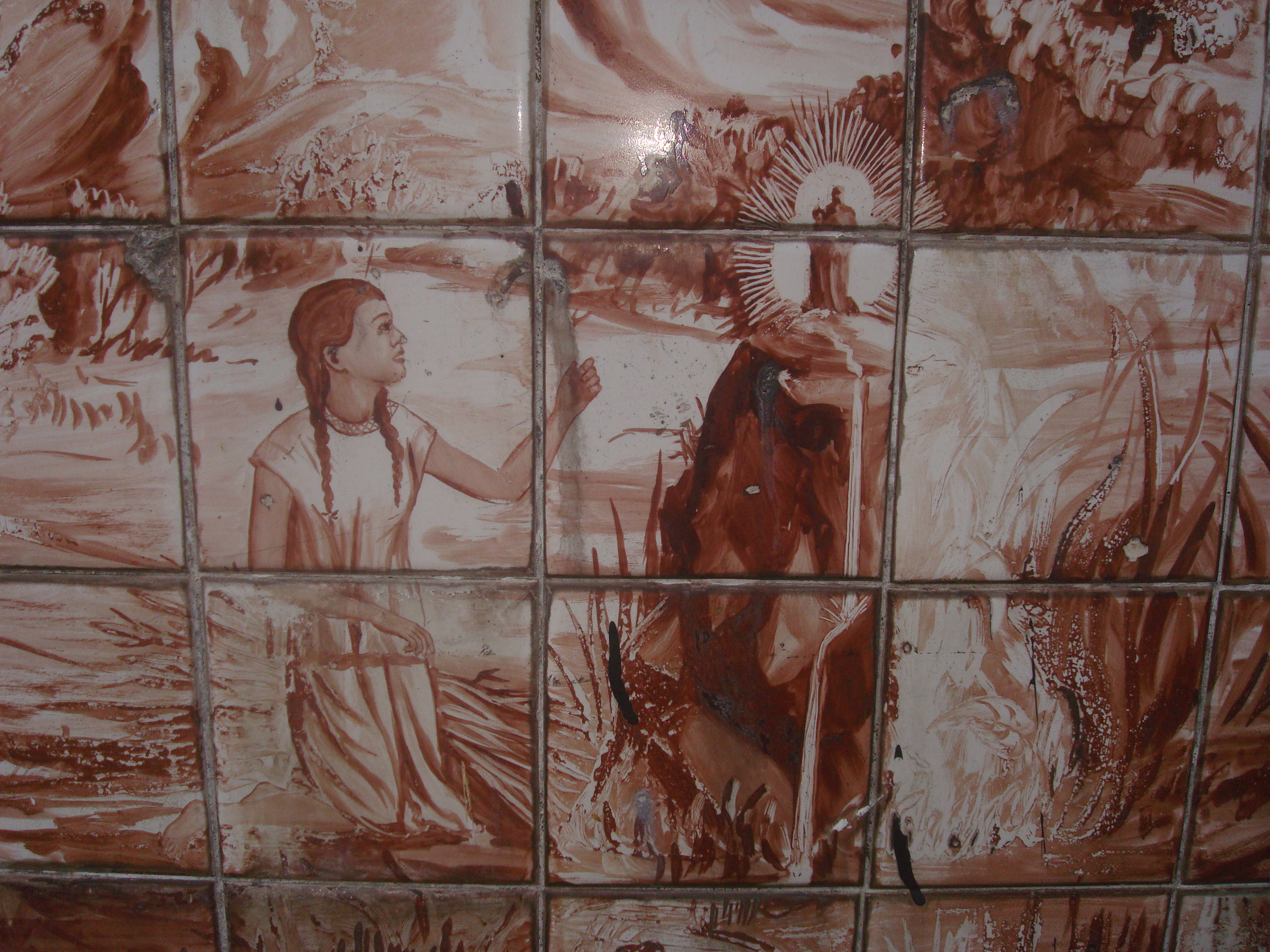
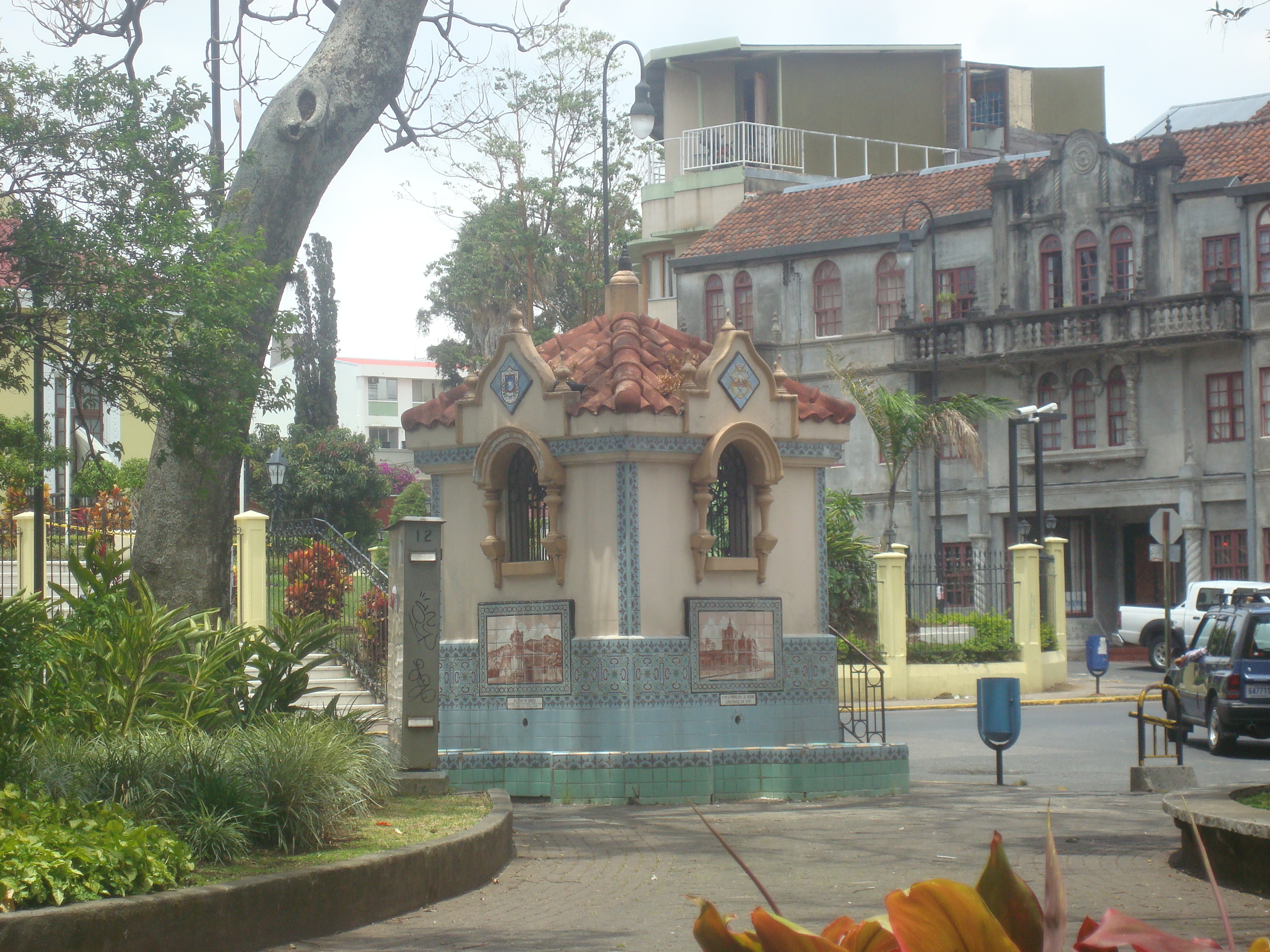
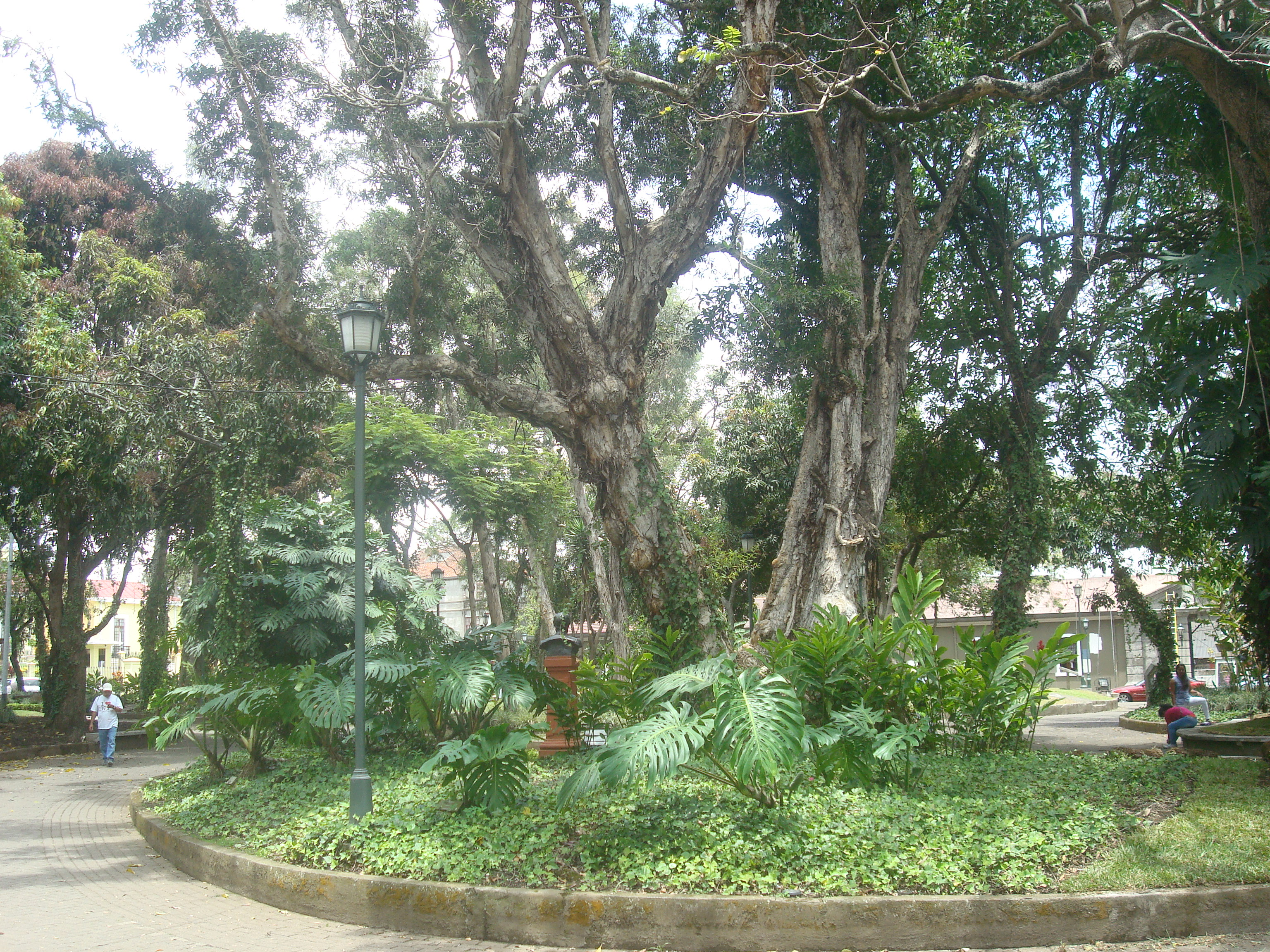
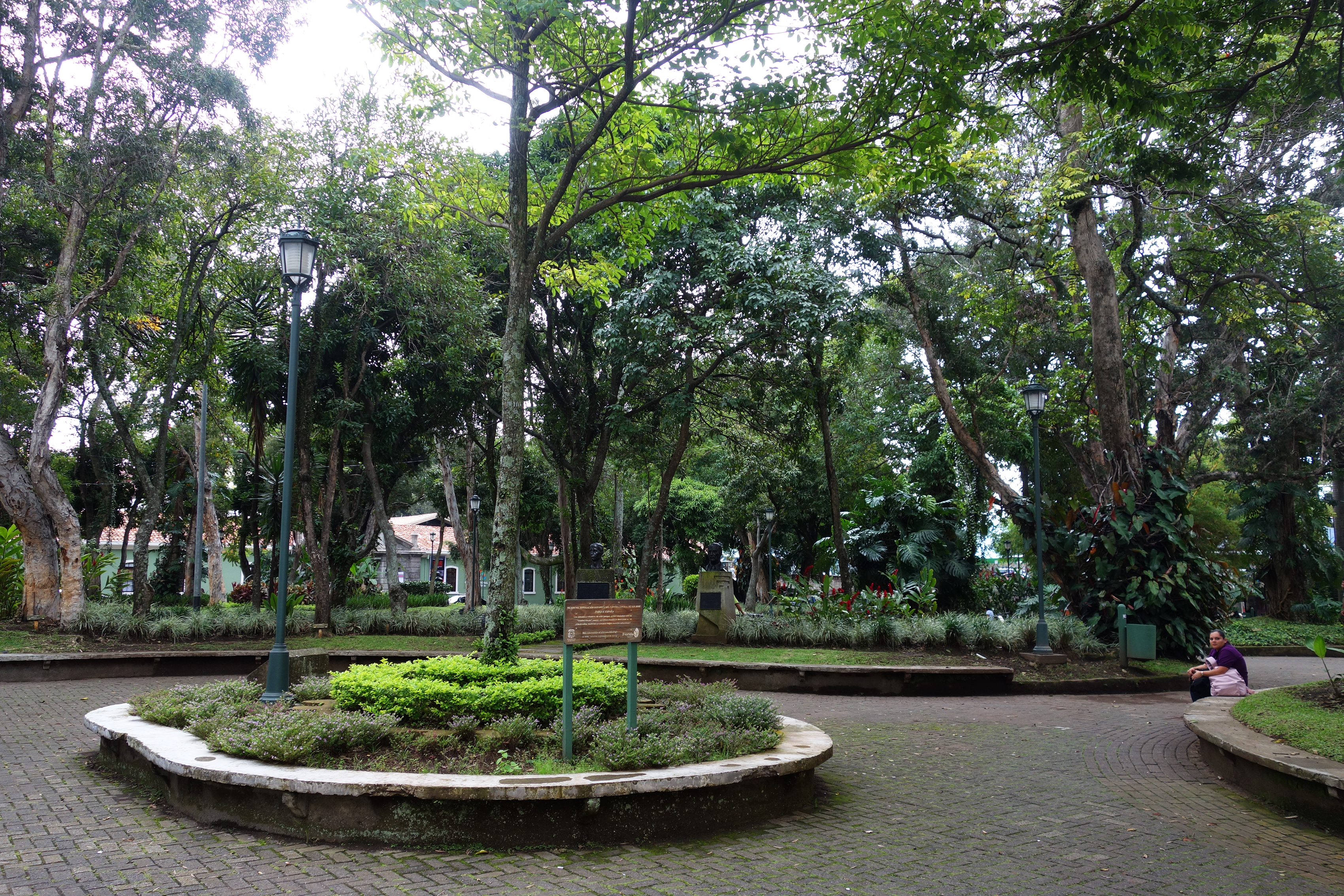